# Valeriana leschenaultii
Valeriana leschenaultii är en kaprifolväxtart som beskrevs av Dc. Valeriana leschenaultii ingår i släktet vänderötter, och familjen kaprifolväxter. Inga underarter finns listade i Catalogue of Life.